# Clif Magness
Clifton „Clif“ Magness (* 24. April 1957 in Texas) ist ein US-amerikanischer Sänger, Songwriter, Musikproduzent und Multiinstrumentalist. Bekannt ist er vor allem als Co-Autor und Produzent mehrerer Stücke auf Avril Lavignes Debütalbum Let Go aus dem Jahr 2002, darunter auch das Lied Losing Grip.
Bei der 33. Grammy-Verleihung gewann Magness einen Grammy Award für das beste Instrumentalarrangement mit Gesangsbegleitung für das Lied The Places You Find Love aus Quincy Jones’ Album Black on the Block. Er erhielt Nominierungen für einen Oscar, eine Golden Globe Award und einen Grammy für den Titelsong The Day I Fall in Love aus dem Film Eine Familie namens Beethoven.

## Zusammenarbeit
Magness arbeitete mit Avril Lavigne an ihrem mehrfach mit Platin ausgezeichneten Debütalbum Let Go zusammen. Dabei schrieb er fünf Titel mit und produzierte sechs, darunter Losing Grip, Mobile, Unwanted, My World und Too Much to Ask. Let Go erreichte Platz eins der Albumcharts in Kanada und dem Vereinigten Königreich, Platz 2 der Billboard 200 und belegte am Jahresende Platz 14 der Billboard-200-Alben für 2002. Bevor Lavigne nach Los Angeles zog, um mit Magness zu arbeiten, hatte ihr Label Arista ihr Co-Autoren zugewiesen, die jedoch „nicht mit einem Mädchen harmonierten, das gerade gitarrenbasierte Rockmusik für sich entdeckt hatte“. Magness gewährte Lavigne die kreative Freiheit, die sie sich wünschte. „Die rockigeren Songs auf Let Go – insbesondere ‚Losing Grip‘ und ‚Unwanted‘ – hatten den Sound, den sie sich für das gesamte Album gewünscht hatte.“
Im Anschluss an die Zusammenarbeit mit Lavigne arbeitete Magness mit der ersten American-Idol-Siegerin Kelly Clarkson an ihrem Debütalbum Thankful. Das Nummer-eins-Album enthielt zwei von Magness produzierte Songs. Für Clarksons mehrfach mit Platin ausgezeichnetes zweites Album Breakaway schrieb und produzierte er ebenfalls zwei Songs. Darüber hinaus produzierte Magness fünf Titel für einen weiteren American-Idol-Kandidaten, Clay Aiken, auf dessen Debütalbum Measure of a Man, darunter die Single Solitaire, die vier Wochen lang die kanadischen Charts 2004 anführte. Magness produzierte zudem das Lied Perfect für Vanessa Amorosi, das zur am längsten im australischen Radio gespielten Single der Geschichte wurde.
Magness schrieb außerdem gemeinsam mit Lisa Marie Presley die erste Single Lights Out sowie fünf weitere Songs für ihr Debütalbum To Whom It May Concern. Das Album stieg auf Platz 5 der Billboard-200-Albumcharts ein.
Früh in seiner Karriere schrieb und produzierte Magness den Titelsong All I Need auf dem Debütalbum von Jack Wagner. 1985 stand der Song zwei Wochen lang an der Spitze der Billboard-Adult-Contemporary-Charts. Im Jahr 1990 führte Magness’ Zusammenarbeit mit dem Songwriter Steve Kipner zur Top-5-Billboard-Single Impulsive von Wilson Phillips.

## Diskografie
Alben
- 1991: A Heart from the Big Machine (mit Planet 3)
- 1992: Music From the Planet (mit Planet 3; europäische Version von A Heart from the Big Machine)
- 1994: Solo
- 2004: Gems Unearthed (mit Planet 3)
- 2018: Lucky Dog
- 2022: Road to Gold: Official Collection of Lost Demos

Singles
- 1980: There's Nothing So Expensive as a Woman Who's Free for the Night (als Clif Newton)
- 1980: Rest of the Night (als Clif Newton)
- 1994: Footprints in the Rain
- 1994: Flower Girl

Soundtrackbeiträge
- 1984: Incommunicado, Never Crossed My Mind (aus Starfight)
- 1984: Top of the Hill, Hold On (aus Hot Dog – Der Typ mit dem heißen Ski)

## Auszeichnungen
- 1991: Grammy Award für das „beste Instrumentalarrangement mit Gesangsbegleitung“ (The Places You Find Love)